# East La Mirada (Kalifornija)
East La Mirada je naseljeno područje za statističke svrhe u američkoj saveznoj državi Kalifornija. Prema popisu stanovništva iz 2010. u njemu je živjelo 9,757 stanovnika.